# Karl Schürl

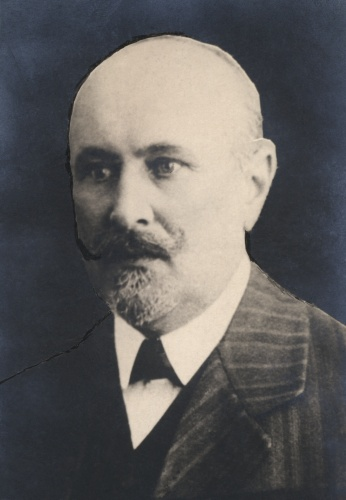
Karl Schürl

Karl Schürl (* 16. Februar 1866 in Znaim (Znojmo), Mähren; † 22. Juni 1924 in Mährisch Trübau (Moravská Třebová), Mähren) war ein österreichischer Politiker der Deutschen Nationalpartei (DnP).

## Ausbildung und Beruf
Nach dem Besuch der Volks- und Realschule ging er an eine Landwirtschaftsschule und an eine Tierarzneischule. Er wurde Landestierzuchtinspektor und Mitglied des Veterinärbeirates und des Kuratoriums der landwirtschaftlichen Viehverwertungsstelle.

## Politische Funktionen
- 1911–1918: Abgeordneter des Abgeordnetenhauses im Reichsrat (XII. Legislaturperiode), Wahlbezirk Mähren (deutsch) 18, Deutscher Nationalverband (Deutsche Agrarpartei)

## Politische Mandate
- 21. Oktober 1918 bis 16. Februar 1919: Mitglied der Provisorischen Nationalversammlung, DnP